# Herbaspirillum seropedicae
Herbaspirillum seropedicae es una especie de  bacteria gramnegativa del género Herbaspirillum. Fue descrita en el año 1986, es la especie tipo. Su etimología hace referencia a la ciudad de Seropédica, en Brasil. Es aerobia y móvil por varios flagelos polares. Tiene un tamaño de 0,6-0,7 μm de ancho por 1,5-5 μm de largo. Temperatura óptima de crecimiento de 34 °C. Es sensible a  los antibióticos cloranfenicol, tetraciclina, gentamicina, kanamicina, eritromicina y estreptomicina. Resistente a penicilina. Se ha aislado de raíces de plantas. 